# Tattoo (Siouxsie and the Banshees)
Tattoo è un brano musicale del gruppo musicale inglese Siouxsie and the Banshees, pubblicato nel 1983 dalla Polydor Records come lato B del singolo Dear Prudence.

## Il brano
Tattoo è stato composto ed eseguito in tre pezzi dalla cantante Siouxsie Sioux, dal bassista Steven Severin e dal batterista Budgie. Durante questo periodo, la band ha sperimentato altre forme di registrazione e orchestrazione quando era in studio per registrare le tracce extra per i singoli. Per Tattoo, il produttore Mike Hedges le ha rese utilizzando il mixer come uno strumento. Con la sua assistenza, ha registrato il brano con voci sussurrate, linee di basso ronzanti e un lento picchiettio di batteria. Il risultato è spettrale e atmosferico.
Tattoo è considerato come un pezzo proto trip hop che ha aiutato Tricky a modellare il suo stile. È stato spesso citato come ispirazione nello sviluppo del genere trip hop. Nel 1996 ne ha fatto una cover nel brano di apertura del suo secondo album, Nearly God.
È stata inclusa in due compilation:  Downside Up del 2004 e Spellbound: The Collection del 2015.
Nel 2009 il New Musical Express l'ha recensito come "affascinante", lodando il cofanetto di quattro cd Downside Up.